# Cristóbal Hernández de Quintana
Cristóbal Hernández de Quintana (1651-1725), est un peintre baroque espagnol, le représentant le plus important de la peinture baroque dans les îles Canaries.

## Biographie
Il naît à La Orotava (Tenerife) comme le fils illégitime d'une famille riche de la ville voisine de Los Realejos. Dans sa jeunesse, il a déménagé à Las Palmas de Gran Canaria, où le 15 juin 1671, il épousa María Pérez de Vera qui a ensuite divorcé.
À la mort de sa mère en 1679, Cristóbal retourné à Tenerife et réglé dans la ville de San Cristóbal de La Laguna, où il se remarie María de la Concepción Perdomo en 1686. Ce couple a eu au moins six enfants.
Parmi ses œuvres les plus importantes, ils comprennent des thèmes religieux, tels que des retables et des peintures. Faits saillants de l'autel de l'ancienne basilique de la Candelaria ou la restauration d'une peinture de Juan de Roelas appartenant à la cathédrale de Santa Ana à Las Palmas.
Il est mort en 1725 à San Cristóbal de La Laguna.